# ناثانيل بارنز
ناثانيل بارنز (بالإنجليزية: Nathaniel Barnes)‏ هو دبلوماسي وسياسي ليبيري، ولد في 6 أبريل 1954 في ليبيريا. حزبياً، نشط في حزب مصير ليبيريا. وقد انتخب سفير.